# Die Kurt Krömer Show
Die Kurt Krömer Show war die erste Late-Night-Show von Kurt Krömer, die von 2004 bis 2005 vom rbb produziert und am Sonntagabend gesendet wurde. Die Sendung bestand aus Solo-Elementen, Einspielern und Interviews mit Prominenten. Krömer trug stets unmoderne Anzüge mit Hosenträgern und Brillen im Retrodesign. Für die musikalische Untermalung sorgte die Garagenband minibeatclub, Regie führte Matthias Kitter.